# Lucas Delangle
Lucas Delangle est un réalisateur français né en 1987.

## Biographie
Diplômé de la Femis (département « Réalisation », promotion 2012), Lucas Delangle a travaillé notamment comme assistant de Claire Simon pour Le Bois dont les rêves sont faits et a réalisé plusieurs courts métrages.
Son premier long métrage, Jacky Caillou, est sorti en 2022 après avoir été sélectionné au festival de Cannes dans la programmation de l'ACID
.

## Filmographie

### Courts métrages
- 2010 : Nous étions deux enfants
- 2011 : En roue libre
- 2011 : Bien loin d'ici
- 2012 : Faux Frères
- 2013 : Les Chaussettes mouillées
- 2017 : Du rouge au front

### Long métrage
- 2022 : Jacky Caillou